# Basilique Sant'Anastasia al Palatino
La basilique Sant'Anastasia al Palatino (en français : basilique Sainte-Anastasie-sur-le-Palatin) est une église de Rome sur les pentes du Mont Palatin.

## Histoire
La basilique Sainte-Anastasie est construite à la fin du IIIe siècle - début du IVe siècle, probablement par une citoyenne romaine du nom d'Anastasie.
L'église est inscrite sous le nom titulus Anastasiae dans les actes du synode de 499. Plus tard, l'église est dédiée à une martyre du même nom, Anastasie d'Illyrie.
L'église est restaurée plusieurs fois, successivement par les papes : Damase Ier (366-383), Hilaire (461-468), Jean VII (705-707), Léon III (795-816) et Grégoire IV (827-844 ).
L'église actuelle remonte à la restauration du XVIIe siècle par le pape Urbain VIII.
Traditionnellement, l'Église est liée au culte de saint Jérôme, qui y a peut-être célébré la messe. Le saint est représenté au-dessus de l'autel, par Le Dominiquin.

## Architecture
Après une restauration pendant le pontificat de Sixte IV, une nouvelle restauration a lieu après le cyclone de 1634, lorsque de la façade est reconstruite en 1636.

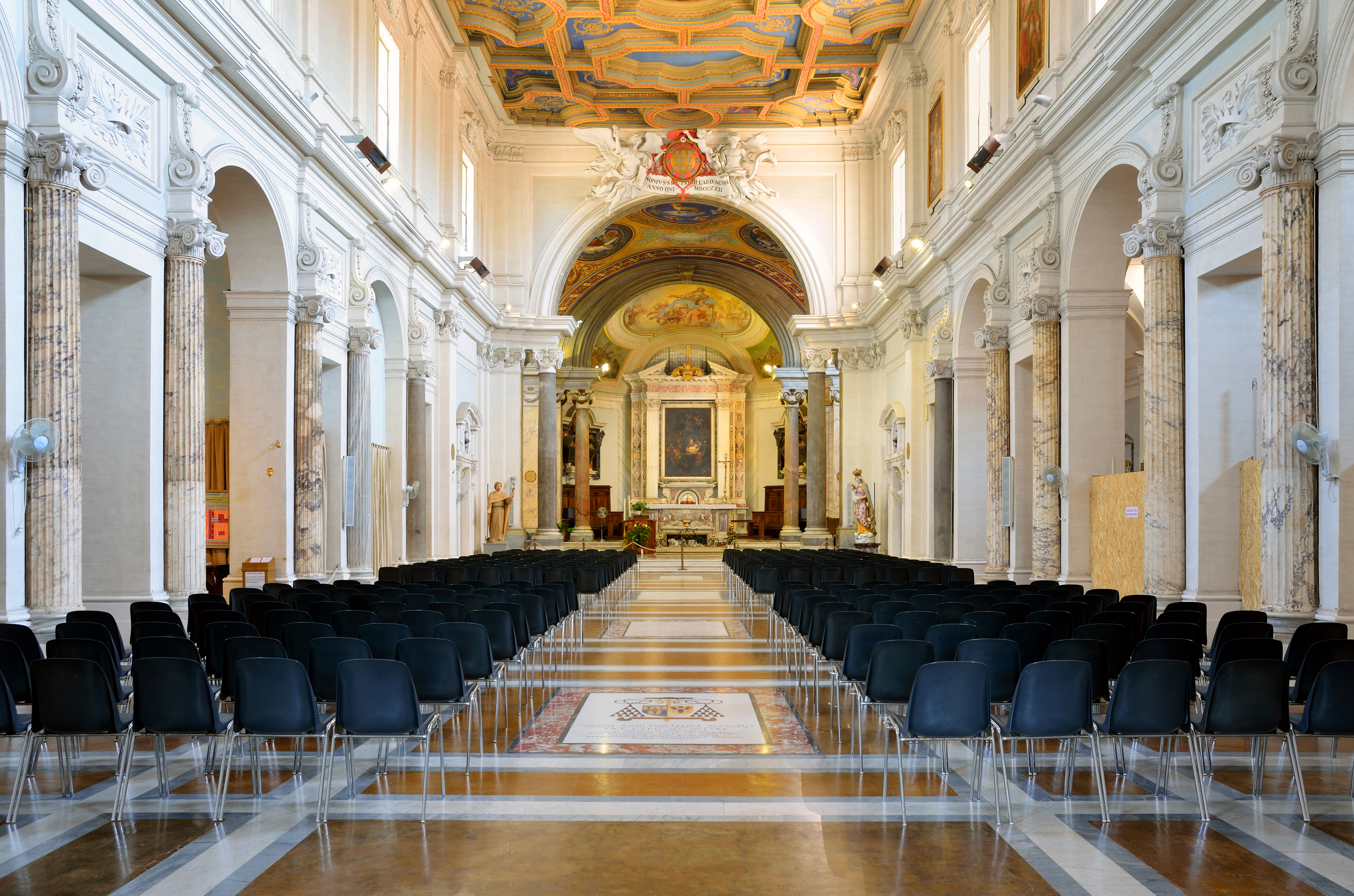
La nef
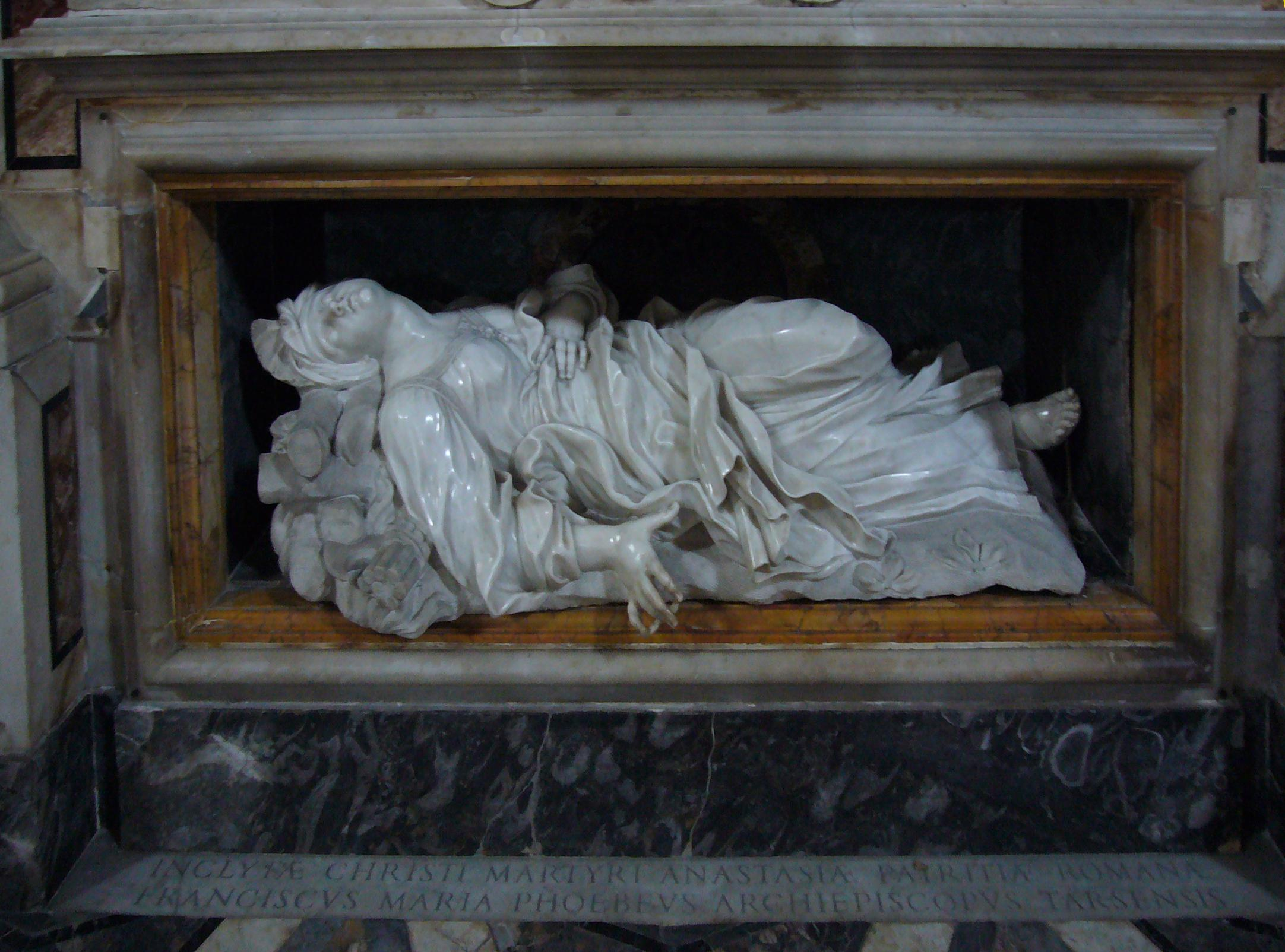
Statue de sainte Anastasie par Ercole Ferrata
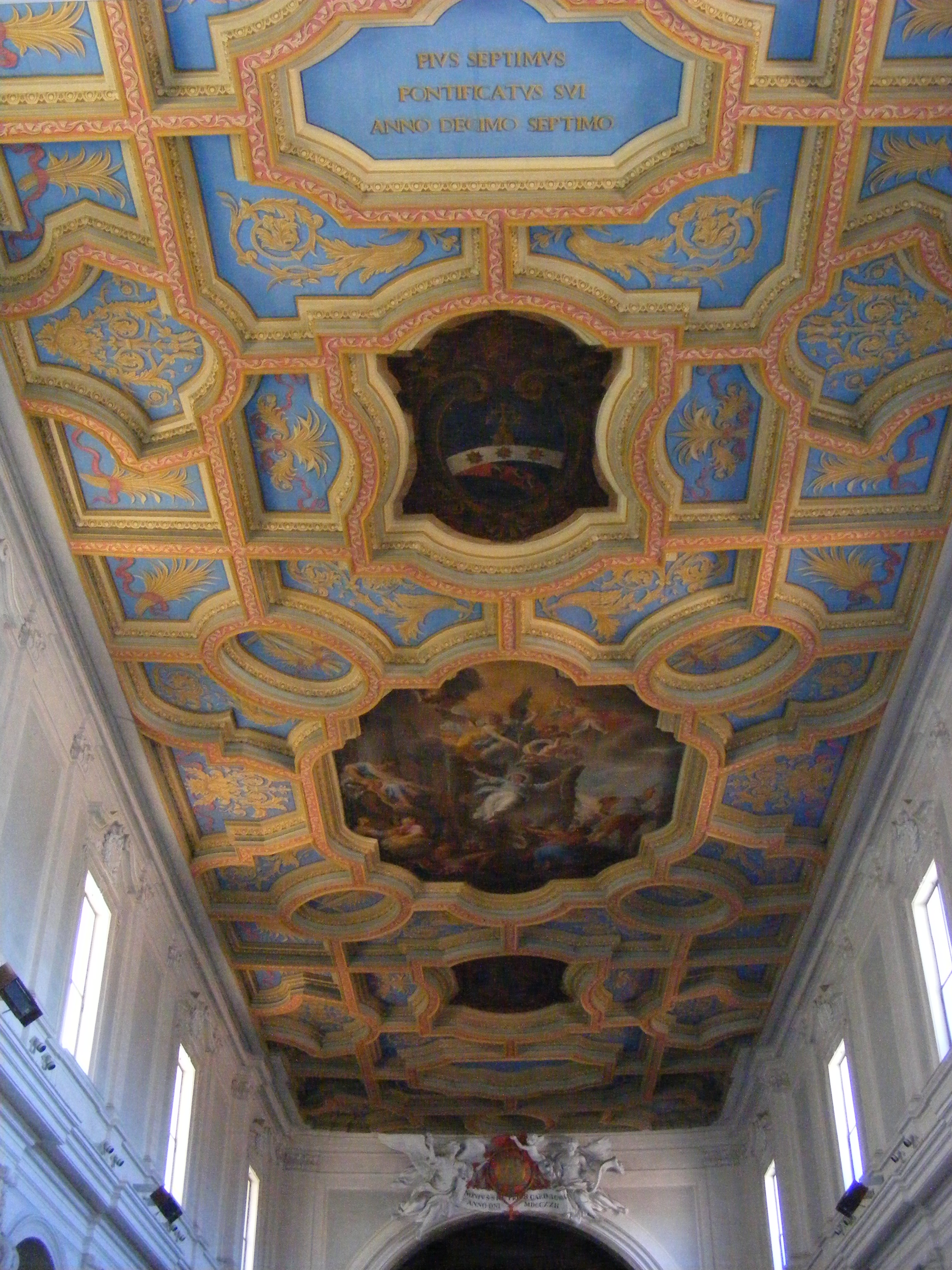
Plafond
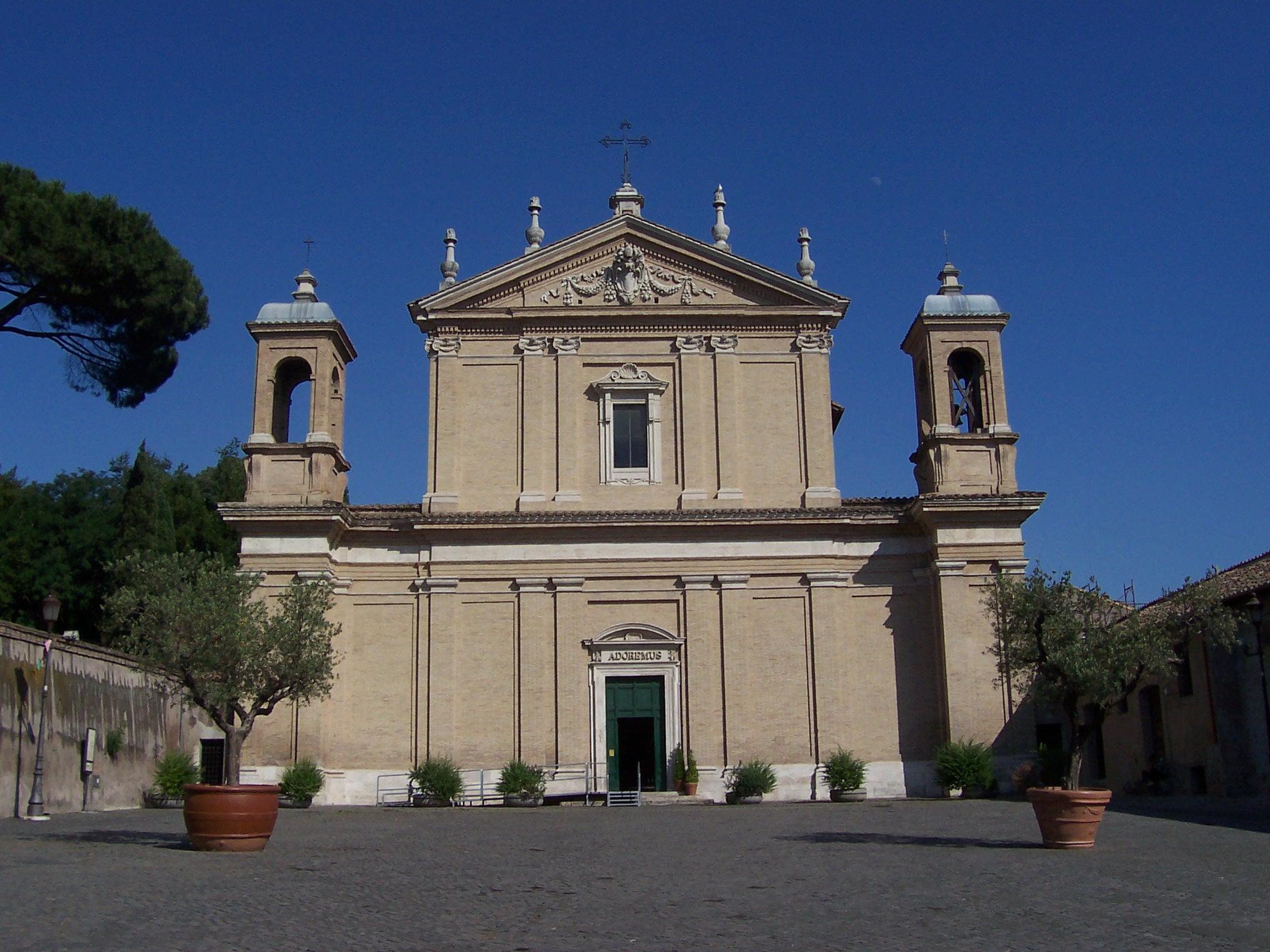
Façade

La nef comporte des colonnes antiques en réemploi.
Le plafond est peint de fresques représentant le martyre des saints (1722) de Michelangelo Cerruti (en).
La chapelle, à droite, a une peinture représentant saint Jean le Baptiste par Pier Francesco Mola.
Alors que la dernière chapelle sur la droite a une fresque des scènes de la vie de Saint Charles Borromée et Filippo Neri par Lazzaro Baldi.
Le transept droit a une peinture de saint Toribio (1726) par Francesco Trevisani.
Au-dessus du maître-autel, il y a une Nativité par Lazzaro Baldi et au-dessous de l'autel, une statue de sainte Anastasie par Ercole Ferrata. Elle est inspirée de l'œuvre Beata Ludovica Albertoni de Gian Lorenzo Bernini.
Le transept gauche a une Vierge au Rosaire par Lazzaro Baldi.
Dans la dernière chapelle à gauche, Le Dominiquin a représenté un saint Jérome.
L'autre chapelle a un Saints Giorgio et Publio par Etienne Parrocel.